# Gibbsia carstenszensis
Gibbsia carstenszensis là loài thực vật có hoa trong họ Tầm ma. Loài này được Rendle mô tả khoa học đầu tiên năm 1917.